# 박세희 (조선)
박세희(朴世熹, 1491년~?)는 조선 중기의 문신으로, 자는 이회, 호는 도원재와 이소재, 시호는 문강, 본관은 상주이다.
1514년 별시문과에 장원 급제하여 1515년 사가독서를 하였다. 그러나 좌승지를 지내던 중 1519년 기묘사화(己卯士禍)에 휘말려 강계로 유배당해 그곳에서 죽었다.
사후 이조판서에 추증되었다.

## 가족 관계
- 증조부 : 박안의(朴安義)
  - 할아버지 : 박미창(朴美昌)
    - 아버지 : 박사화(朴士華)
    - 어머니 : 신복담(辛福聃)의 딸
      - 동생 : 박세후(朴世煦)
      - 제수 : 안처선(安處善)
      - 부인 : 김성(金城)의 딸